# Boccia op de Paralympische Zomerspelen

Boccia is een van de sporten die op het programma van de Paralympische Spelen staan. Deze werpsport is vergelijkbaar met petanque en wordt beoefend door sporters met een hersenverlamming of met zware motorieke beperkingen. De sport staat onder auspiciën van de Cerebral Palsy International Sports and Recreation Association (CP-ISRA). Het is een van de drie paralympische sporten die geen olympische tegenhanger kent.

## Geschiedenis
Boccia staat vanaf 1984 op het programma. Er was toen een aparte competitie voor mannen, vrouwen en gemengde klassen. Vanaf de tweede editie wordt het alleen nog maar in gemengde klassen gespeeld.

## Classificatie
Van 1984 t/m 1996 werd er gewerkt met de klassen C1 tm C2

Vanaf 2000 werden dit BC-klassen lopend van 1 tot en met 4.
- BC1 - Spelers gooien de bal met de hand of met de voet. een assistent mag helpen bij het stabiliseren en aanpassen van de stoel. en de bal aangeven.
- BC2 - Spelers gooien met de hand. Assistentie is niet toegestaan.
- BC3 - Spelers mogen hulpmiddelen gebruiken. Een assistent mag helpen, maar die moet met de rug naar het speelveld staan en hun ogen van het spel houden.
- BC4 - Assistentie is niet toegestaan.

## Evenementen
Er werd in een of meerdere klassen om de medailles gestreden (zie hiervoor de jaarartikelen).
| Editie                           | Individueel                               | Duo's   | Trio's  |
| -------------------------------- | ----------------------------------------- | ------- | ------- |
| New York & Stoke Mandeville 1984 | Mannen C1 Mannen C2 Vrouwen C1 Vrouwen C2 |         | Open    |
| Seoel 1988                       | C1 C2                                     |         | C1 C2   |
| Barcelona 1992                   | C1 C2                                     |         | C1 C2   |
| Atlanta 1996                     | C1 C1 C2                                  | C1      | C1 C2   |
| Sydney 2000                      | BC1 BC2 BC3                               | BC3     | BC1 BC2 |
| Athene 2004                      | BC1 BC2 BC3 BC4                           | BC3 BC4 | BC1 BC2 |
| Beijing 2008                     | BC1 BC2 BC3 BC4                           | BC3 BC4 | BC1 BC2 |